# 马来西亚停电事件列表
本条目列出马来西亚自独立以来发生过的一系列停电事件。

## 1992年停电
1992年9月29日下午3点左右，由于闪电击中输电设施导致输配电系统故障，全国九个州属陷入了近2天的大停电。

## 1996年停电
1996年8月3日下午5点17分，因登嘉楼帕卡（Paka）苏丹依斯迈发电站附近的一条输电线路损坏，导致马来半岛所有的发电站都受影响。有官员称，在霹雳州有四名儿童因点燃房屋的蜡烛引发火灾而被烧死，另外有交警在报告中说全国共发生236起交通事故，其中三人在事故中丧生。停电导致吉隆坡和其他城市的道路出现严重拥堵，苏丹阿都阿兹沙机场的航班延误，数千名购物者和通勤者因无法搭乘公共汽车和出租车而陷入困境。时任首相马哈迪·莫哈末原定出席的国阵成员党国大党政治晚宴被取消。

## 2003年停电
2003年9月1日，吉兰丹、霹雳、槟城等五个州在约10点左右突然发生停电。据报道，吉隆坡国际机场停止运营40分钟，造成六班飞机延误。数小时后，电力逐渐恢复。首相马哈迪·莫哈末表示，必须查明停电原因，并研究措施以防止类似事件再次发生。但官员们排除了蓄意破坏的可能性。

## 2005年停电
2005年1月13日中午12点半左右，马来半岛多个州属停电，原因是巴生加埔三台发电机故障。受影响州属包括吉隆坡、雪兰莪、马六甲、森美兰和柔佛。
同年9月5日，吉隆坡停电2小时，原因是由于印度清真寺附近变电站的变压器故障造成的。 

## 2023年停电
2023年12月5日晚间8时左右，新山关卡开始大停电，直至12月26日早上10时左右恢复电供。柔佛州务大臣翁哈菲兹表示，停电不但导致通关受影响，也使国家蒙羞，国能和公共工程局已接到命令，尽速解决上述问题。

## 2024年停电
2024年2月21日下午4时40分，新山关卡再次发生停电事故。经当局抢救后，电供在1小时后恢复，关卡也如常运作。